# Nakajima E8N
Il Nakajima E8N (nome in codice alleato Dave) fu un idroricognitore biplano imbarcato catapultabile sviluppato dall'azienda aeronautica giapponese Nakajima Hikōki KK negli anni trenta e prodotto, oltre che dalla stessa, in piccola serie e su licenza dalla Kawanishi Kōkūki.
Operativo nella Dai-Nippon Teikoku Kaigun Kōkū Hombu, il servizio aeronautico della Marina imperiale giapponese, venne utilizzato durante la seconda guerra cino-giapponese e successivamente nella guerra del Pacifico dove gli venne assegnato dagli Alleati il nome in codice "Dave".

## Storia del progetto
Nel 1933 la Marina imperiale giapponese emise una specifica per la fornitura di un nuovo velivolo atto a sostituire l'idroricognitore imbarcato Nakajima E4N allora in servizio. Tra le caratteristiche richieste vi era la necessità di essere lanciato tramite catapulta e ottenere una manovrabilità simile a quella posseduta dagli aerei da caccia del periodo. A questa esigenza risposero la Aichi Tokei Denki, la Kawanishi Kōkūki e la Nakajima stessa.
La proposta della Nakajima, elaborata dall'ufficio tecnico diretto da Kishiro Matsuo, era essenzialmente uno sviluppo evolutivo del modello precedente, caratterizzato da una diversa velatura dalla minore superficie alare ed una sezione di coda più alta. Il nuovo modello, che assunse la designazione aziendale MS, venne realizzato in sette prototipi, il primo dei quali venne portato in volo per la prima volta nel marzo 1934. Questi furono debitamente impegnati in prove comparative assieme ai concorrenti Aichi E8A e Kawanishi E8K, entrambi a velatura monoplana.
Ritenuto superiore grazie ad una maggiore manovrabilità e qualità generali di volo, l'MS venne avviato alla costruzione in serie dall'ottobre 1935, identificandolo ufficialmente con la designazione "lunga" Idrovolante da ricognizione della Marina Type 95 Model 1. La produzione finale si attestò su 755 esemplari, 700 più i 7 prototipi costruiti dalla Nakajima tra il 1934 e il 1940 e i rimanenti 48 dalla Kawanishi, nel periodo 1938-1940.

## Impiego operativo
Gli E8N1 entrarono in servizio come equipaggiamento di navi appoggio idrovolanti, navi e incrociatori da battaglia e incrociatori della Marina imperiale, impiegati con successo durante la seconda guerra sino-giapponese nelle missioni di ricognizione aerea, ricoprendo occasionalmente anche ruoli come bombardiere in picchiata e aereo da osservazione per il controllo di tiro dell'artiglieria, dimostrando inoltre buone capacità nel combattimento aereo riuscendo ad abbattere caccia avversari cinesi. All'inizio della guerra del Pacifico erano ancora molti gli esemplari in prima linea, tuttavia vennero presto rimpiazzati da modelli più recenti come l'Aichi E13A e il Mitsubishi F1M venendo riassegnati in compiti di seconda linea e impiegati come aerei da collegamento o nelle scuole di volo. Il modello prestò servizio sulle seguenti unità navali:
Navi appoggio idrovolanti: Chiyoda, Kamoi, Kiyokawa Maru, Sagara Maru e Sanuki Maru.
Navi e incrociatori da battaglia: Fuso, Haruna, Hyuga, Ise, Kirishima, Kongo, Mutsu, Nagato e Yamashiro
Incrociatori: Aoba, Ashigara, Atago, Chokai, Haguro, Kako, Kashima, Katori, Kumano, Maya, Mikuma, Mogami, Myoko, Nachi, Suzuya, Takao, Tone

## Varianti
E8N1
versione di produzione in serie iniziale.
E8N2
sviluppo migliorato del E8N1.

## Utilizzatori
Giappone
- Dai-Nippon Teikoku Kaigun Kōkū Hombu